# Асипа
Асипа (англ. Ashipa) (1682—1716) — первый оба (король) Лагоса, от которого все короли Лагоса ведут свою родословную.
Асипа служил в войсках обы Бенина в чине капитана, был награждён званием главного военного вождя, или олориогуна, и получил разрешение управлять Лагосом. В некоторых бенинских источниках утверждается, что Асипа был сыном или же внуком своего властителя; в других источниках отмечается, что Асипа — это исковерканное йоруба имя Айсика-Хьенбор (в переводе «мы не покинем это место»).
Асипа получил меч и королевский барабан как символы своей власти от обы Бенина во время его миссии в Лагос. Кроме того, обой Бенина была развёрнута группа солдат, которым поручено сохранять интересы Бенина в Лагосе.